# Abell 3854
Abell 3854 è un ammasso di galassie situato prospetticamente nella costellazione del Pesce Australe alla distanza di quasi 1,8 miliardi di anni luce dalla Terra (light travel time). È inserito nell'omonimo catalogo compilato da George Abell nel 1958.
È del tipo II secondo la classificazione di Bautz-Morgan, mentre la classe di ricchezza è 3. 
LEDA 645337 è la galassia più luminosa dell'ammasso.